# آلباتروس ال۷۵
آلباتروس ال۷۵ (به انگلیسی: Albatros_L_75) یک هواگرد از نوع آموزشی ساخت شرکت آلباتروس فلوکتسایک‌ورک در آلمان است. هواگرد آلباتروس ال۷۵ نخستین پروازش را در ۱۹۲۸ میلادی انجام داد. در مجموع، تعداد ۴۳ فروند از این هواگرد ساخته شده‌است.
طراح این هواگرد، والتر بلومه مهندس آلمانی بود.